# 德魯日巴 (白采爾克瓦區)
49°32′22″N 29°50′39″E / 49.53944°N 29.84417°E

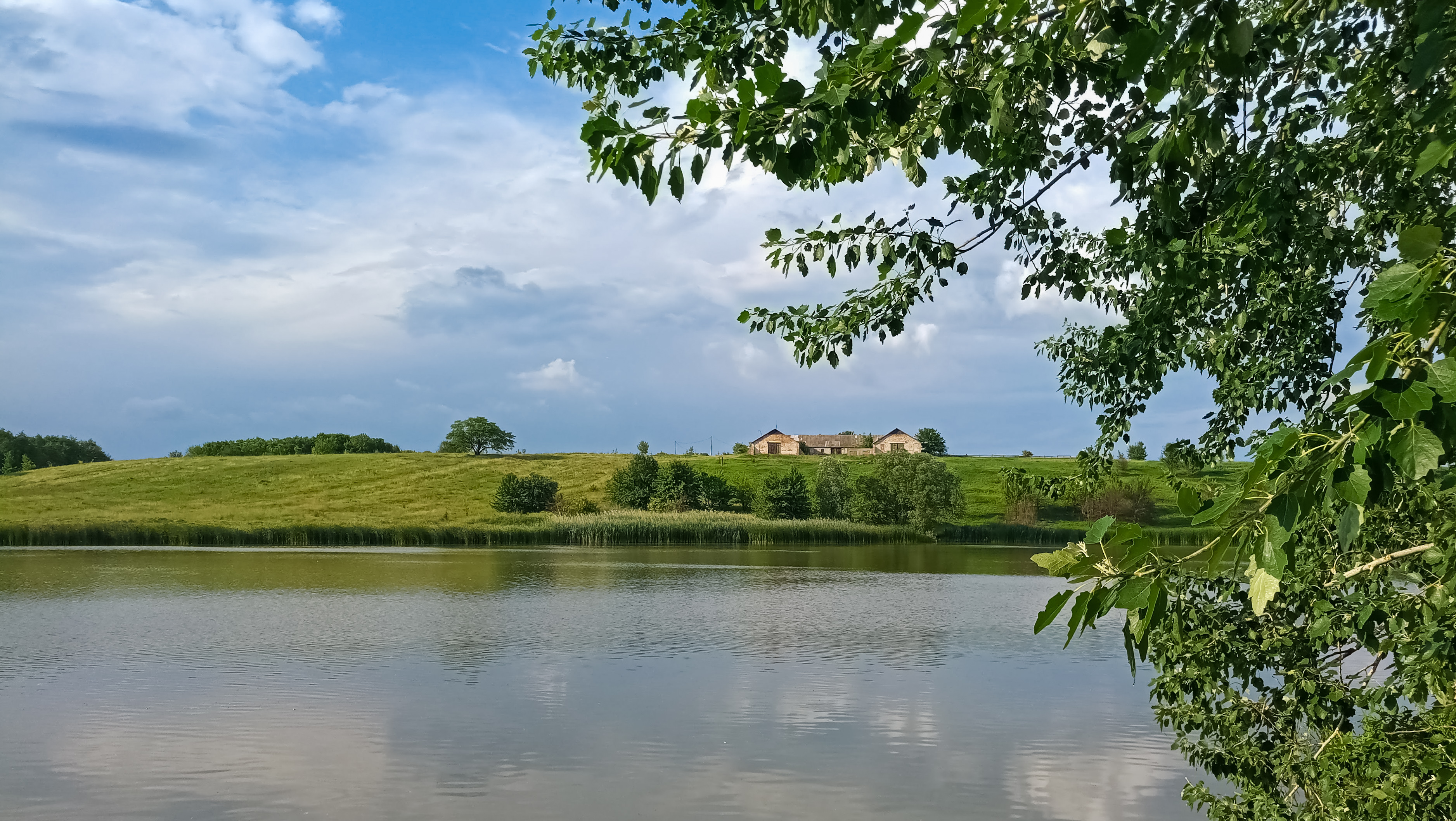
池塘

德魯日巴（烏克蘭語：Дружба）是位於烏克蘭北部的村莊，由基辅州白采爾克瓦區的沃洛達爾卡市鎮負責管轄。該村始建於1991年，面積0.15平方公里，海拔高度198米，2001年人口36，人口密度每平方公里240人。